# Kipperoch Farm
Kipperoch Farm ist ein Bauernhof südwestlich der schottischen Stadt Renton in der Council Area West Dunbartonshire. 1996 wurde das Bauwerk in die schottischen Denkmallisten in der Kategorie B aufgenommen.

## Beschreibung
Der Bauernhof liegt abseits der A812 und ist über einen Zufahrtsweg von dieser aus erreichbar. Das einstöckige Gebäude stammt aus dem frühen 19. Jahrhundert und beschreibt genähert eine U-Form. Das Mauerwerk besteht meist aus grob behauenem Sandstein. Die Eingangstüre wird von Blendpfeilern flankiert und von einem Gesimse bekrönt. Die Türe schließt mit einem Kämpferfenster ab. Sie ist symmetrisch von zwei Fenster umgeben. Links schließt sich ein zweistöckiger, ehemaliger Kornspeicher mit einer weiten Giebelfläche an. Entlang des nordwestlichen Flügels sind Fenster auf drei vertikalen Achsen angeordnet. Das Gebäude schließt mit einem schiefergedeckten Satteldach ab. Die Stallungen sind aus Bruchstein aufgebaut. In dem schiefergedeckten Satteldach sind drei Dachfenster mit gusseisernen Rahmen verbaut.